# 瓦利卡蒂奇 (紐約州)
瓦利卡蒂奇（英語：Valley Cottage）是位於美國紐約州羅克蘭縣的普查規定居民點。

## 人口
根據2020年美國人口普查的數據，瓦利卡蒂奇的面積為11.84平方千米，當中陸地面積為11.37平方千米，而水域面積為0.47平方千米。當地共有人口9038人，而人口密度為每平方千米763.34人。